# Mammillaria decipiens
Mammillaria decipiens ist eine Pflanzenart aus der Gattung Mammillaria in der Familie der Kakteengewächse (Cactaceae). Das Artepitheton decipiens bedeutet ‚täuschend, irreführend‘.

## Beschreibung
Mammillaria decipiens bildet dichte Polster aus. Die kugeligen bis keuligen, tiefgrünen Triebe werden bis zu 10 Zentimeter hoch und 4 bis 7 Zentimeter im Durchmesser groß. Die weichfleischigen, zylindrisch stumpf geformten Warzen haben keinen Milchsaft. Die Axillen sind mit spärlicher Wolle und wenigen Borsten besetzt. Die 1 bis 2 braunen Mitteldornen sind schlank, gerade, nadelig und werden 1,8 bis 2,7 Zentimeter lang. Sie fehlen manchmal ganz. Die 3 bis 11 Randdornen sind weiß, manchmal braun gespitzt, schlank und nadelig; zuweilen auch borstenartig. Sie werden 0,7 bis 3 Zentimeter lang.
Die breit trichterigen Blüten sind weiß und wohlriechend. Sie sind 1,5 bis 1,8 Zentimeter lang. Die zylindrisch geformten Früchte sind grün mit rötlichem Schein. Sie enthalten hellbraune Samen.

## Verbreitung, Systematik und Gefährdung
Mammillaria decipiens ist in den mexikanischen Bundesstaaten San Luis Potosí, Guanajuato und Querétaro verbreitet.
Die Erstbeschreibung erfolgte 1838 durch Michael Joseph François Scheidweiler (1799–1861). Nomenklatorische Synonyme sind Cactus decipiens (Scheidw.) Kuntze (1891),  Neomammillaria decipiens (Scheidw.) Britton & Rose (1923), Chilita decipiens (Scheidw.) Orcutt (1926), Pseudomammillaria decipiens (Scheidw.) Buxb. (1951) und Krainzia decipiens (Scheidw.) Doweld (2000).
Es werden folgende Unterarten unterschieden:
- Mammillaria decipiens subsp. decipiens:
Die Nominatform hat 5 bis 11 Randdornen, die in der Regel eher weißlich sind und bis zu 2 Zentimeter lang.
- Mammillaria decipiens subsp. albescens (Tiegel) D.R.Hunt:
Die Erstbeschreibung erfolgte 1933 als Mammillaria albescens durch Ernst Tiegel (1879–1936).[2] David Richard Hunt stellte die Art 1997 als Unterart zu Mammillaria decipiens.[3] Die Unterart hat stets 3 bis 5 Randdornen, die gerade und weiß sind.
- Mammillaria decipiens subsp. camptotricha (Dams) D.R.Hunt:
Die Erstbeschreibung erfolgte 1905 als Mammillaria camptotricha durch Erich Dams.[4] David Richard Hunt stellte die Art 1997 als Unterart zu Mammillaria decipiens.[3] Die Unterart hat 4 bis 5 Randdornen, die borstenartig und bis zu 3 Zentimeter lang sind.

In der Roten Liste gefährdeter Arten der IUCN wird die Art als „Least Concern (LC)“, d. h. als nicht gefährdet geführt.

## Nachweise